# Aberdare
Aberdare (Aberdâr em galês) é uma cidade no Cynon Valley, localizado no condado de Rhondda Cynon Taf no sudoeste do  País de Gales . Sua população no censo de 2001 era de 31.705 habitantes. A cidade está situada a 32 km a noroeste de Cardiff e 35 quilômetros a leste-nordeste de Swansea.
Durante o século XIX, tornou-se uma zona industrial próspera, que também foi notável pela sua produção cultural e importante centro de publicação. No século XIX e início do século XX as indústrias de ferro e carvão eram a principal atividade industrial e econômica. A partir do século XXI a cidade ficou dependente de empresas de serviços, indústrias têxteis e o turismo.